# 潘永清

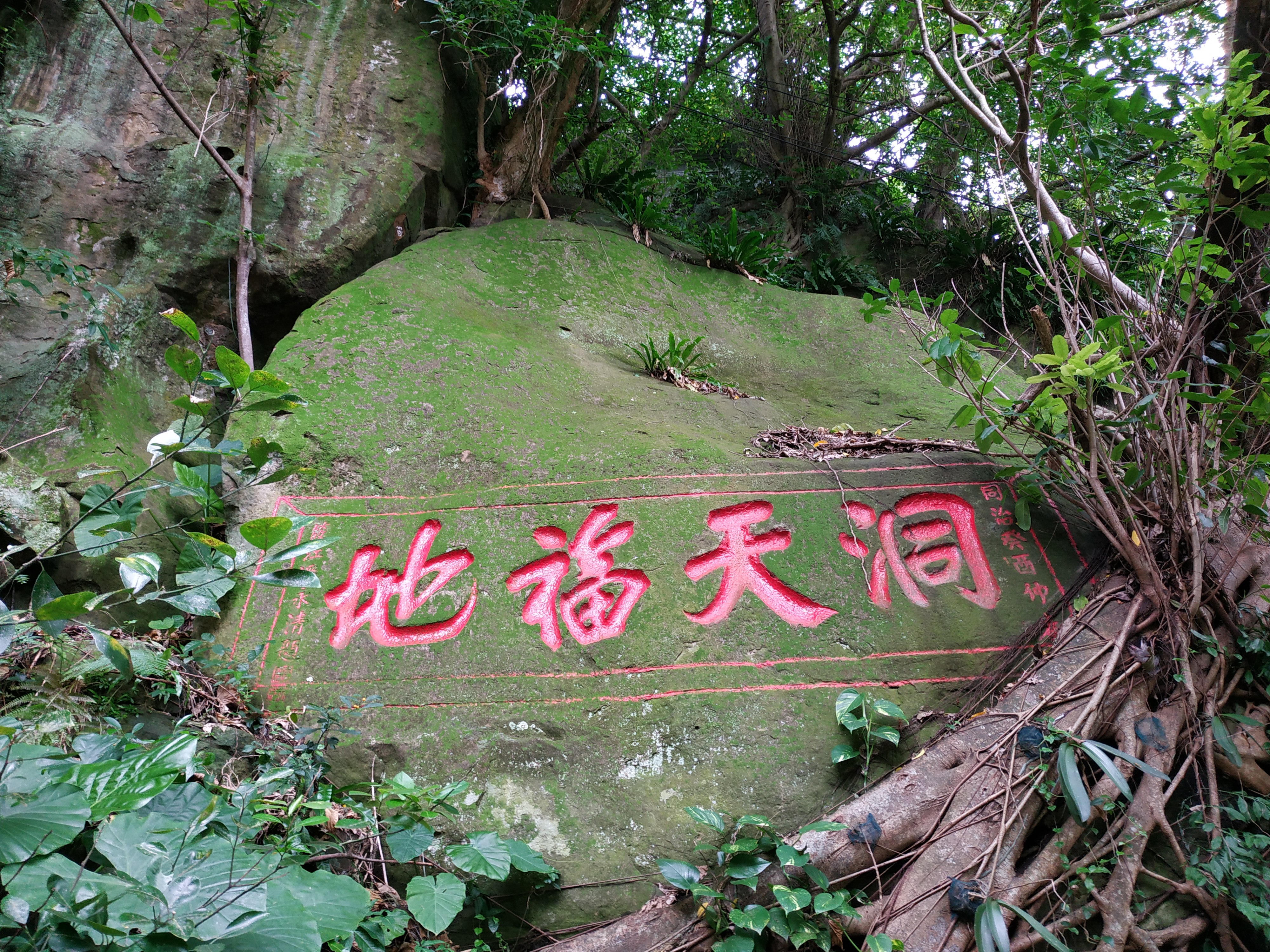
潘永清於同治十二年（1873年）所題之芝山岩洞天福地碑

潘永清（1820年—1873年），字少江，號定民，臺灣淡水廳芝蘭二堡唭哩岸庄（今臺北市北投區）人，舉人潘成清之兄:29，士林潘家成員，曾創建八芝蘭新街（士林新街）:36，並擔任《淡水廳志》採訪。

## 生平
潘永清在嘉慶二十五年（1820年）出生:453，原為林本源家族開墾時的督工:35，曾跟隨該家族一同開墾馬武督山區，又在淡水、石門、三芝等地自行開鑿三條水圳（成渠圳），因此富有建設經驗:481。除此之外，他也與廈門商人往來貿易米、樟腦等用品，因而逐漸致富:22。之後拜大龍峒文人陳維英為師，當時有「頂港潘永清；下港許招英」之稱:3。並且曾因一塊浮洲地與陳維英爭吵，但最後兩人和解:3。道光二十年（1840年）於芝山岩惠濟宮後設立文昌祠，並在此設立義塾:201。咸豐四年（1854年）小刀會入侵基隆，潘永清曾參與鎮壓，事件平定後選用訓導，但並未赴任。咸豐九年（1859年）分部員外郎，之後又成為惠濟宮董事，於同治七年（1868年）將惠濟宮與佛祖寺二間廟宇重新蓋為一棟二層樓的寺廟，上祀開漳聖王，下祀觀音佛祖。同治十二年（1873年）成為歲貢生。
咸豐九年（1859年）淡水廳爆發嚴重的分類械鬥，八芝蘭街（士林舊街）遭焚燬殆盡，事後當地居民商議重建八芝蘭街，但眾人對於新街地點的選擇意見分歧，最後歸納為三種意見：第一種是在原址重建，但因舊街地點不便而作罷。第二種是遷建於芝山岩，但該意見遭潘永清極力反對。其認為，若遷建新街於芝山岩，一旦泉州人前來攻打新街，新街居民只能退居石角，若石角陷落，則容易被逼入山區。之後，八芝蘭地區爆發淹水，潘永清發現下樹林地區（今士林區仁化里、義方里、禮文里、智勇里一帶）並未淹水，又因該地風水極佳，於是力主在下樹林建立新街，並作為士林慈諴宮之重建地區:33-35。
咸豐十年（1860年）為猴年，民間傳統有「猴歇樹林好預兆」之說，因而在此年著手規劃新街。潘永清首先取得大地主曹七合派下之同意，允許以個人自由租借、奉獻廟地以作為公用，之後大東街曹家、林本源家族、石角楊家、魏家也都紛紛獻地以興建房屋。潘永清為使新街加速完工，於是和林本源家族結盟，由林本源家族出資，自己負責建造房屋，另外鼓勵富商義務建房，潘永清之弟潘盛清也與潘永清一同規劃新街之建設:36。
建成的士林新街為一長方形之街市，其道路、水溝、店鋪均經由事先規劃，街屋皆以杖八寬度興建，為防範泉州人前來攻打，於街與街的交會之處設置東、西、南、北四座隘門:36，並在河邊插置竹子，以預防颱風、洪水侵襲，又在新街的東西兩側開鑿兩條運河:22，稱作頂水擋、下水擋:37（即基隆河廢河道），用以防盜和充當碼頭:22。之後潘永清又將八芝蘭天后宮遷移至新街，重新命名為慈諴宮:31。
同治十二年（1873年）潘永清過世，享年53歲。

## 爭議
潘永清曾在同治元年（1862年）「私設刑具」，將募兵吳金城毆打致死，吳金城之子吳扁將此事告官，後當局傳喚潘永清至官衙集訊:157。

## 詩作
同治八年（1869）十二月八日，廣東官員區天民與陳維英、張書紳、查元鼎、白良驥、潘永清、連日春、陳樹藍等二十餘人一同至劍潭遊玩，潘永清當即作有〈遊劍潭次區觀察覺生韻〉一詩:186：
|  | 自有名詩鎮，潛蛟罔敢騰。 山青頭似佛，月白影隨僧。 頑石偏通竅，恬波不起稜。 斯遊非劍俠，一片道心澄。 |